# Бьюкенен, Роберт Уильямс
Роберт Уильямс Бьюкенен (англ. Robert Williams Buchanan; 1841—1901) — британский поэт, новеллист, драматург и критик.

## Биография
Роберт Уильямс Бьюкенен родился 18 августа 1841 года в Каверсуолле в графстве Стаффордшир. Несколько лет жил в Манчестере, затем переехал в Глазго, где успешно окончил местный университет.

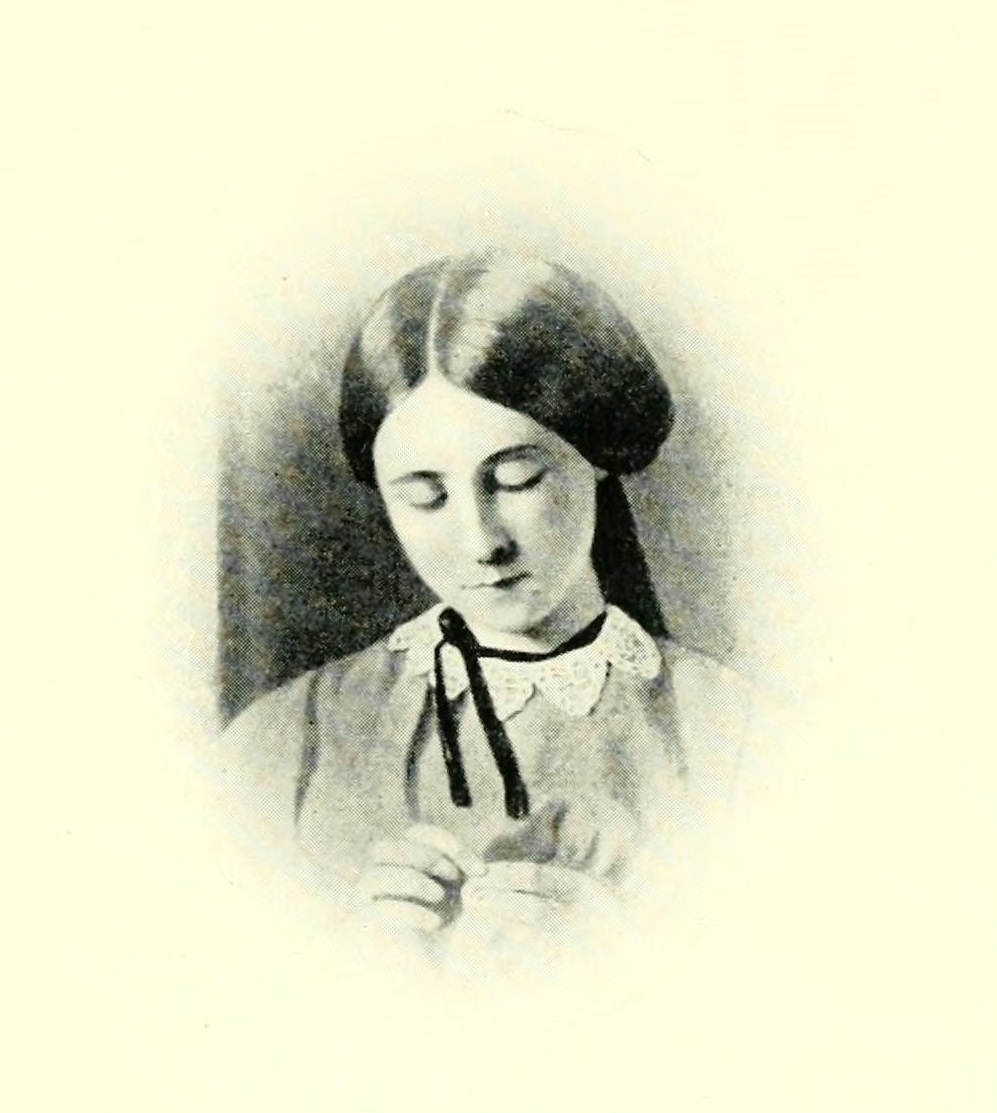
Мэри (жена поэта)

Дебютировал на литературном поприще с собранием стихотворений «Undertones» (3-е изд., 1870), за которыми последовали «Idyls and legends of Inverburn» (1865) и «London poems» (1866 год).
В следующем году Бьюкенен выпустил собрание лирических, эпических и драматических отрывков: «Wayside poesies» и перевод скандинавских баллад «Ballad stones of the affections». Следом появились его «North coast and other poems» и «The book of Orme the Celt».
События Франко-прусской войны послужили сюжетом для книги: «Drama of Kings» (1871); вторая часть, под заглавием: «Napoleon fallen», и 3 часть «The Teuton against Paris» (героем является Бисмарк) были изданы отдельно.
Для театра Робертом Уильямсом Бьюкененом были написаны комедии: «А madcap prince», «A Nine days Queen», трагедия «The Witchfinder» и драматические отрывки «The Queen of Connaught» и «Paul Clifford». Его комедии «Lady Clare» (1882) и драма «Alone in London» (1885), в сотрудничестве с Гарриет Джей (англ. Harriett Jay; 1863—1932), с успехом ставились на лондонских и парижских театральных сценах.
В последние десять лет Бьюкенен выпустил ряд романов, среди которых были: «The Shadow of the sword», «A child of Nature», «The Martyrdom of Madeline», «The new Abelard», «Fox-glove manor», «Stormy water».
Бьюкенен известен также как сатирик и критик. Его сатирическое произведение «St. Abe and his wives» было направлена против мормонизма, а его критическая статья «The fleshly school of poetry» (опубликована в 1872 году) вызвала весьма оживленную полемику в английской литературе.
Роберт Уильямс Бьюкенен умер 10 июня 1901 года в Стретеме.

## Произведения
The Little Milliner (Молоденькая модистка)

My girl hath violet eyes and yellow hair,

A soft hand, small and fair.

A sweet fate pouting in a white straw bonnet,

A tiny foot and a little boot upon it.

And all her finery to charm the beholders - 

Is the gray shawl drawn tight around her shoulders.

The plain stuff-gown and collar white as snow,

And sweet red petticoat that peeps below.

But gladly in the busy town goes she,

Summer and winter, fearing nobodie.

She pats the pavement with her fairy feet,

With fearless eyes she charms the crowded street.

The pretty shining face goes by,

Healthy and rosy, fresh from slumber sweet - 

A sunbeam in the quiet morning street.

The city closed around her night and day,

But lightly, happily - she went her way.

Nothing of evil that she saw or heard,

Could touch a heart so innocently stirred.

But she was good and pure amid the strife,

By virtue of the joy that was her life.

And who shall match her with her new straw bonnet?

Her tiny foot and a little boot upon it.

Embroidered petticoat and silk gown new,

And shawl she wears as few fine ladies do.

(Из поэмы Роберта Уильямса Бьюкенена "The Little Milliner" ("Молоденькая модистка"))